# Csejtei vár
Csejtei vár (szlovákul: Čachtický hrad), a Kárpátok „titokzatos várkastélyának” romjai, Nyugat-Szlovákiában, Csejte község felett emelkednek a magasba. Ismertségét egykori úrnője, Báthori Erzsébet legendájának köszönheti.

## A vár tulajdonosai
A csejtei várdomb már a történelem előtti korban lakott volt. Ezt a vár közelében és a várudvarban végzett ásatásoknál előkerült tárgyi bizonyítékok támasztják alá.

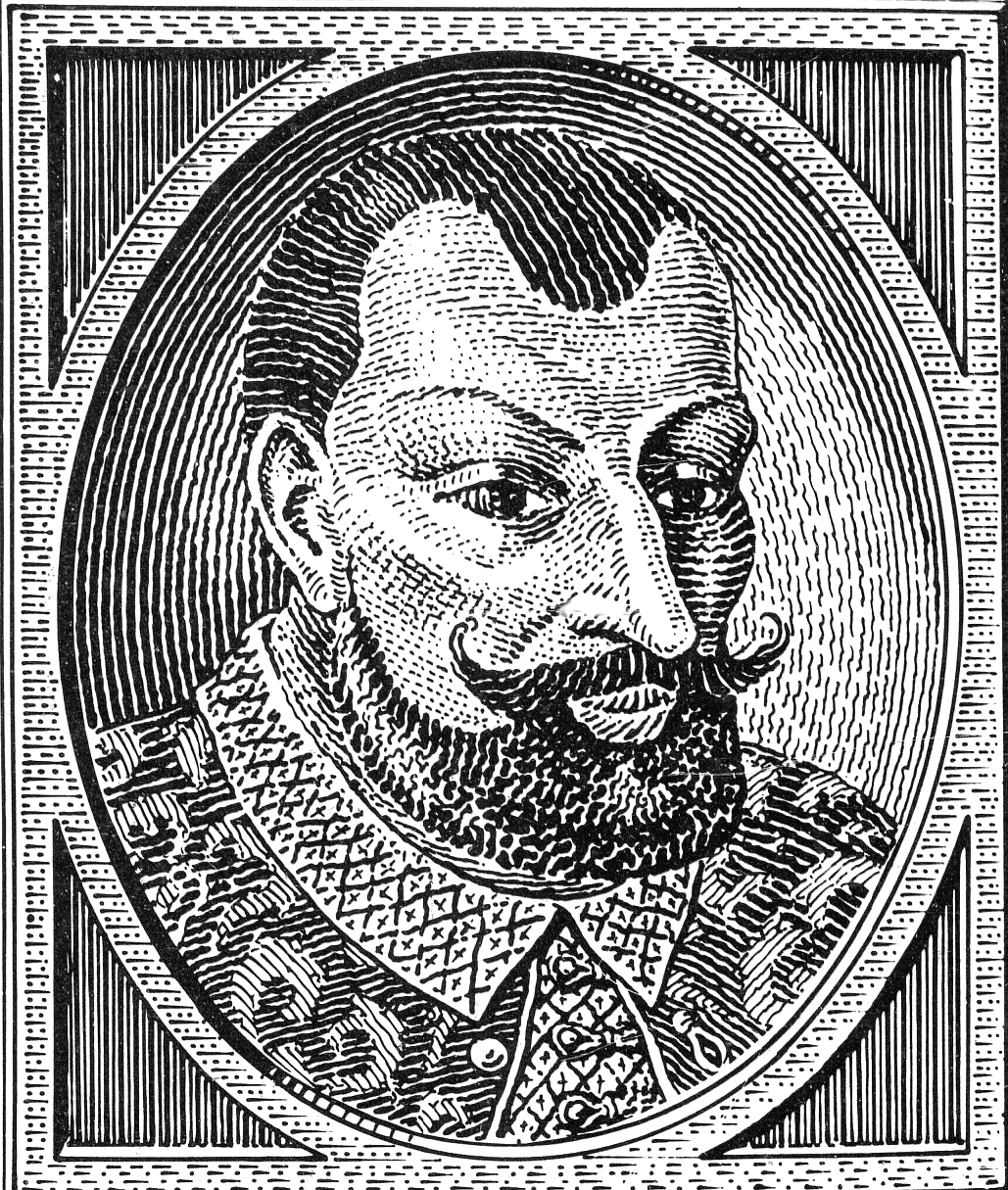
Nádasdy Ferenc

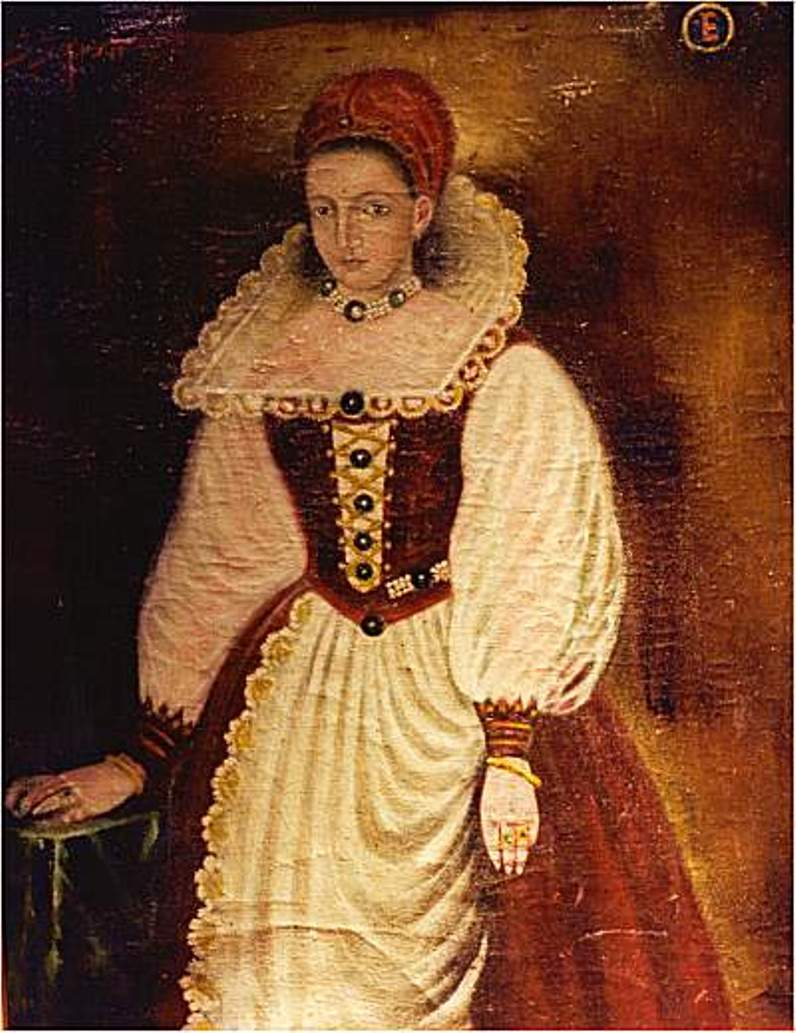
Báthori Erzsébet

1263–1276 között Hont-Pázmány nembeli Kázmér és rokonsága építtette a mai Alsóvisnyó település melletti dolomit dombra.
1276-ban már sikeresen védték meg II. Ottokár cseh király seregének támadásától. A várat elfoglalta, kis ideig birtokolta Csák Máté, majd a halála utáni évtizedekben királyi várnagy irányította a birtokhoz tartozó jobbágyfalvak sorát, és szedte a különféle jövedelmeket és vámokat. 
1392-ben Luxemburgi Zsigmond magyar király adománya révén a lengyel származású Stiborici Stibor pozsonyi ispán birtokába került.
1436-ban, örökadományként Guthi Országh Mihály báró kapta. A főnemesi család 1567-ben fiú utód nélkül kihalt, így a váruradalom a Magyar Királyi Kamara kezelésébe került, amely 1569-ben Kanizsa váráért és 50 ezer forintért Borsmonostor mezővárossal együtt zálogbirtokként a tulajdonos Nádasdy családnak adta át. 

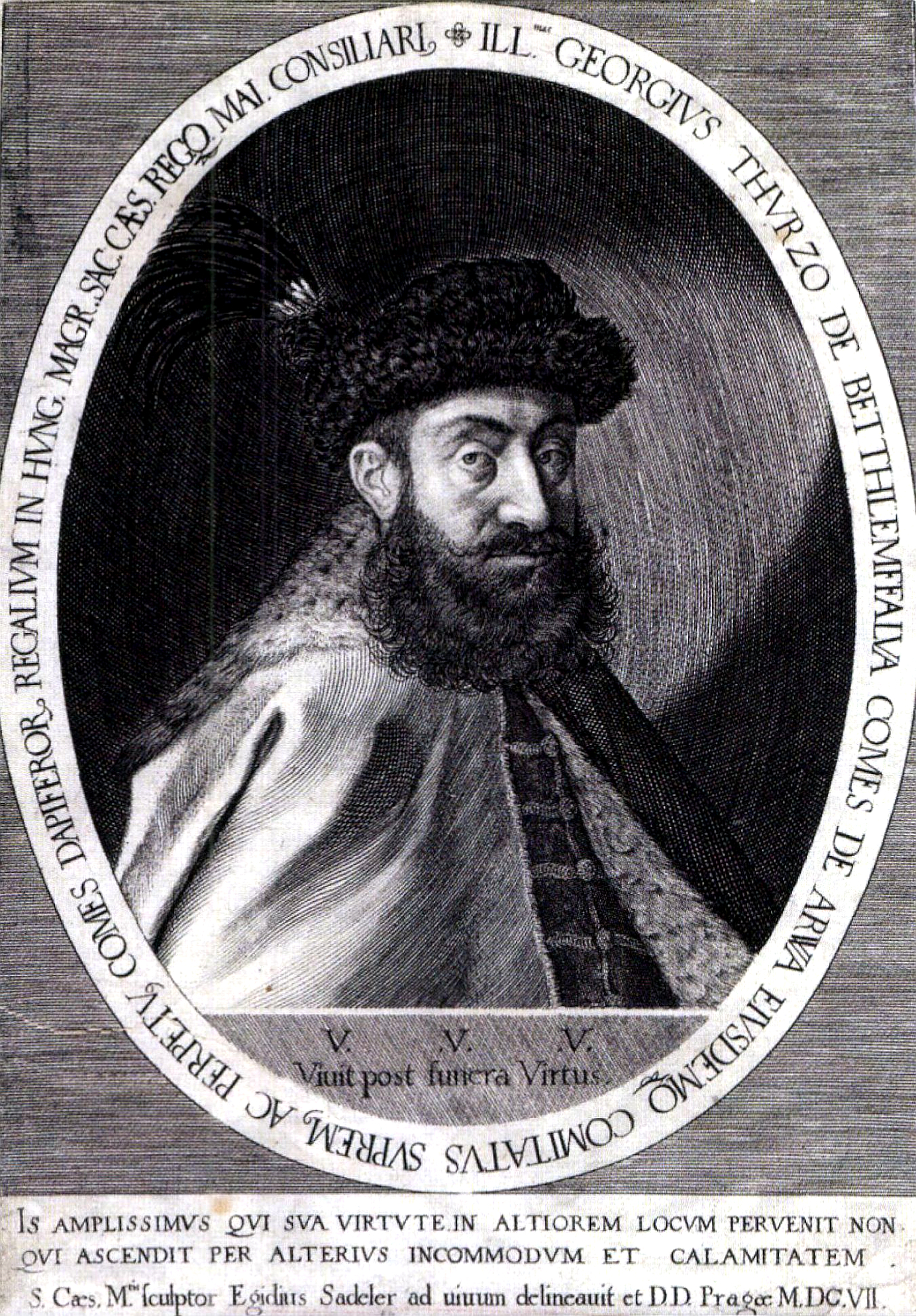
Thurzó György

Nádasdy Ferenc a kor híres törökverő „fekete bégje”, 36 ezer forintért örökbirtokul vette meg, majd 1575-ben nászajándékba adta Báthori Erzsébet grófnőnek házasságkötésükkor, a hozzá tartozó 12 faluval együtt. 
Miközben Nádasdy Ferencet a török ellen vívott csatározások kötötték le, Erzsébet sokat tartózkodott egyedül, magányosan a várkastélyban. Az 1580-as évektől kezdte pártfogásába venni a török rablóhadjáratok nyomán megözvegyült vagy árván maradt nőket, nemzetiségükre való tekintet nélkül, és 1585-től leányiskolát működtetett a várkastélyában. Férje 1604-ben bekövetkezett halála után egyedül kezelte a vár és annak birtokainak minden ügyét. 
A grófnő körül egyre jobban terjengő történetek hatására 1610. december 29-én Thurzó György nádorispán váratlanul egy csapat lovaskatonával betoppant a csejtei várkastélyba. Báthori Erzsébetet 600 fiatal lány megkínzásával és meggyilkoltatásával vádolták. Az eljárás során kínvallatással bírták vallomásra a szolgálókat, majd egy héttel később lefejezték őket. Érdekesség, hogy nem maradt fenn olyan dokumentum, amelyben az állítólag megölt lányok hozzátartozói, vagy bárki a környékről panaszt tenne a grófnő ellen. Illetve, a "tettenérés"kor a várban talált lányokat sem hallgatták ki. Annak ellenére, hogy a bírói tárgyalást II. Mátyás magyar király személyesen is sürgette, erre soha nem került sor, a vádlottat ki sem hallgatták. A nádor parancsára, teljesen törvénytelen módon a saját várába záratták, ahol 1614. augusztus 21-én halt meg. Tévhit, hogy befalazott szobában élte volna le élete utolsó éveit. Bár nem hagyhatta el a csejtei várat, a váron belül szabadon járhatott, vendégeket is fogadhatott, köztük a gyermekeit is.
A csejtei vár Nádasdy Ferenc országbíró tulajdona lett, akit a Habsburg Lipót császár elleni összeesküvésben bűnösnek találtak és 1671-ben kivégeztek. A Bécsi Kamara minden vagyonát elkoboztatta, köztük a csejtei váruradalmat is. Lipót császár és király a birtokot a homonnai Drugeth és az Erdődy család között fele-fele arányban megosztotta.
Az erődítményt 1708-ban, a Habsburg-ellenes rendi felkelések idején II. Rákóczi Ferenc hadai felégették, majd a Rákóczi-szabadságharc után a császári zsoldosok felrobbantották a várfalakat, nehogy a Habsburg császár ellen felkelők még egyszer felhasználhassák.

## A vár és környéke

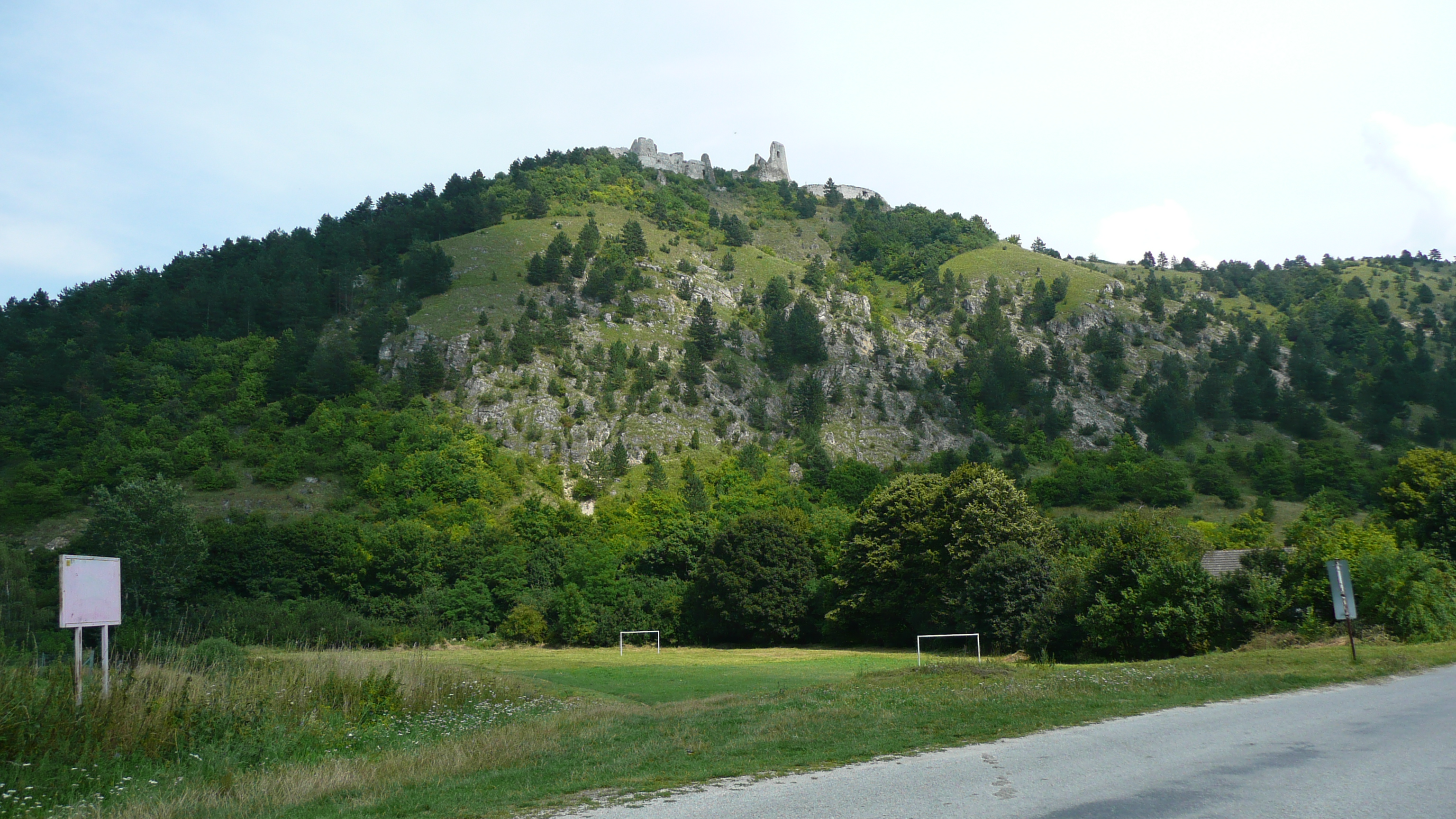
A Csejtei várhoz vezető út

Csejte várának maradványai egy szikla csúcsán vannak Csejte falu fölött, közel Vágújhelyhez.
Egyedülálló kilátás nyílik a Kis-Kárpátokra, a Miavai-dombvidékre és a Vág-menti Inócra. A csejtei sziklacsúcs állami természetvédelmi rezervátum.

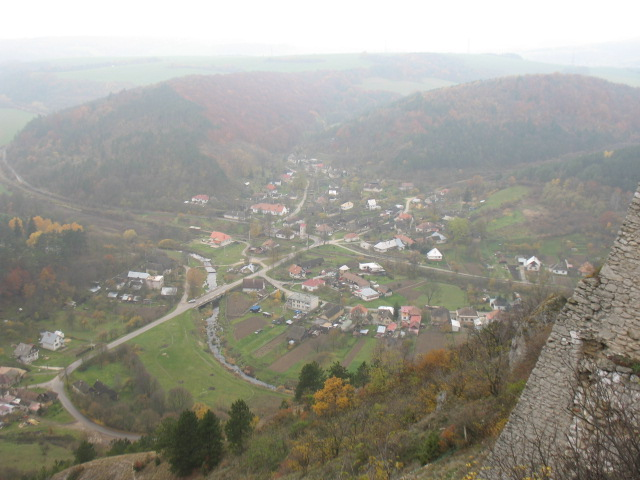
Alsóvisnyó, a Csejtei várból nézve

A falu központjából aszfaltút vezet a vár felé, tábla jelzi a letérőt.
A kopár magaslaton álló festői romvár csodálatos körpanorámát nyújt a turisták számára. Felsővára az északi részen magasodik, legrégebbi épülete az öregtorony volt. Az egykori várból 10-15 méter magas falak maradtak meg, a rekonstrukció során néhány falat újra is emeltek. A hajdani három toronyból egy az 1980-as években ledőlt, a fennmaradt két torony közül a déli lakótoronyban halt meg Báthori Erzsébet, a másik, a keleti toronyban, a gótikus várkápolna maradványai láthatóak.
A vár alatti Csejte községben található az 1668-ban épített, késő reneszánsz Draškovič-kastély, amelynek múzeumában, Csejte és környékének történelmére és néprajzára szakosodott honismeret-jellegű kiállítás látható. Nemcsak a történelmi eseményeket, hanem a csejtei vár alatti városka népi kultúráját, valamint gazdag kulturális hagyományait is feltárja a látogatók előtt. A kiállítás anyagát korabeli dokumentumok, ruhadarabok, ékszerek gyűjteménye, a helyi nemesi és főúri családok portrégyűjteményei, történelmi fegyverek, valamint a történeti-régészeti kutatások és a rekonstrukciós munkálatok során talált kerámiaedények, művészi kivitelezésű használati eszközök alkotják.
2008 augusztusától egy új kiállítás is látható a kastélyban: Báthory Erzsébet – Csipkékbe rejtett kegyetlenség címmel, amelynek fő darabját Báthori Erzsébet korhűen rekonstruált öltözéke képezi.
Megközelítés: gyalog a csejtei autóbusz-megállótól a sárga jelzést követve kb. 45 perc, Alsóvisnyó (Višňové) község vasútállomásától gyalog, a zöld jelzést követve, meredek emelkedőn kb. 45 perc, gépkocsin pedig egészen a vár alatti rétig lehet eljutni.

## Képgaléria

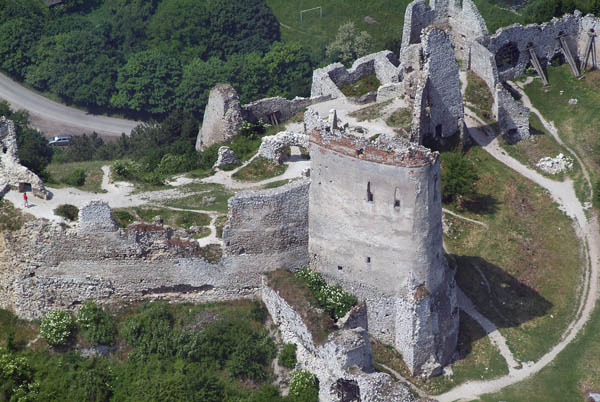
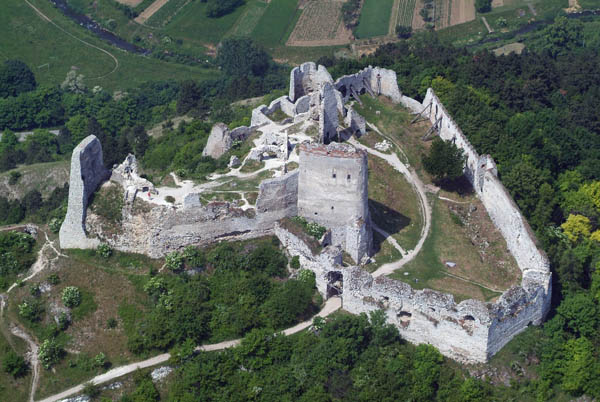
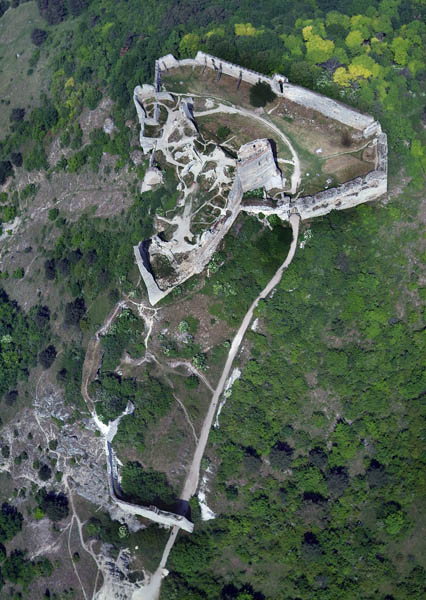
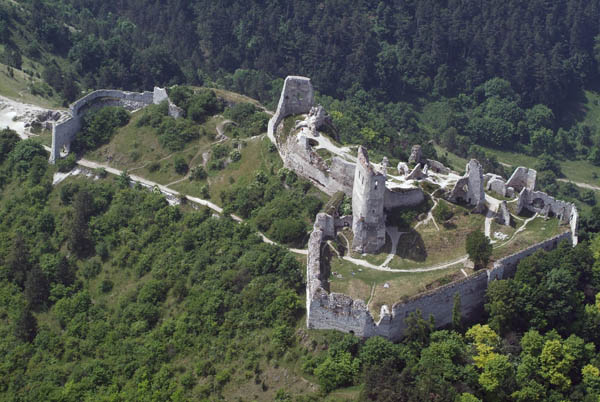
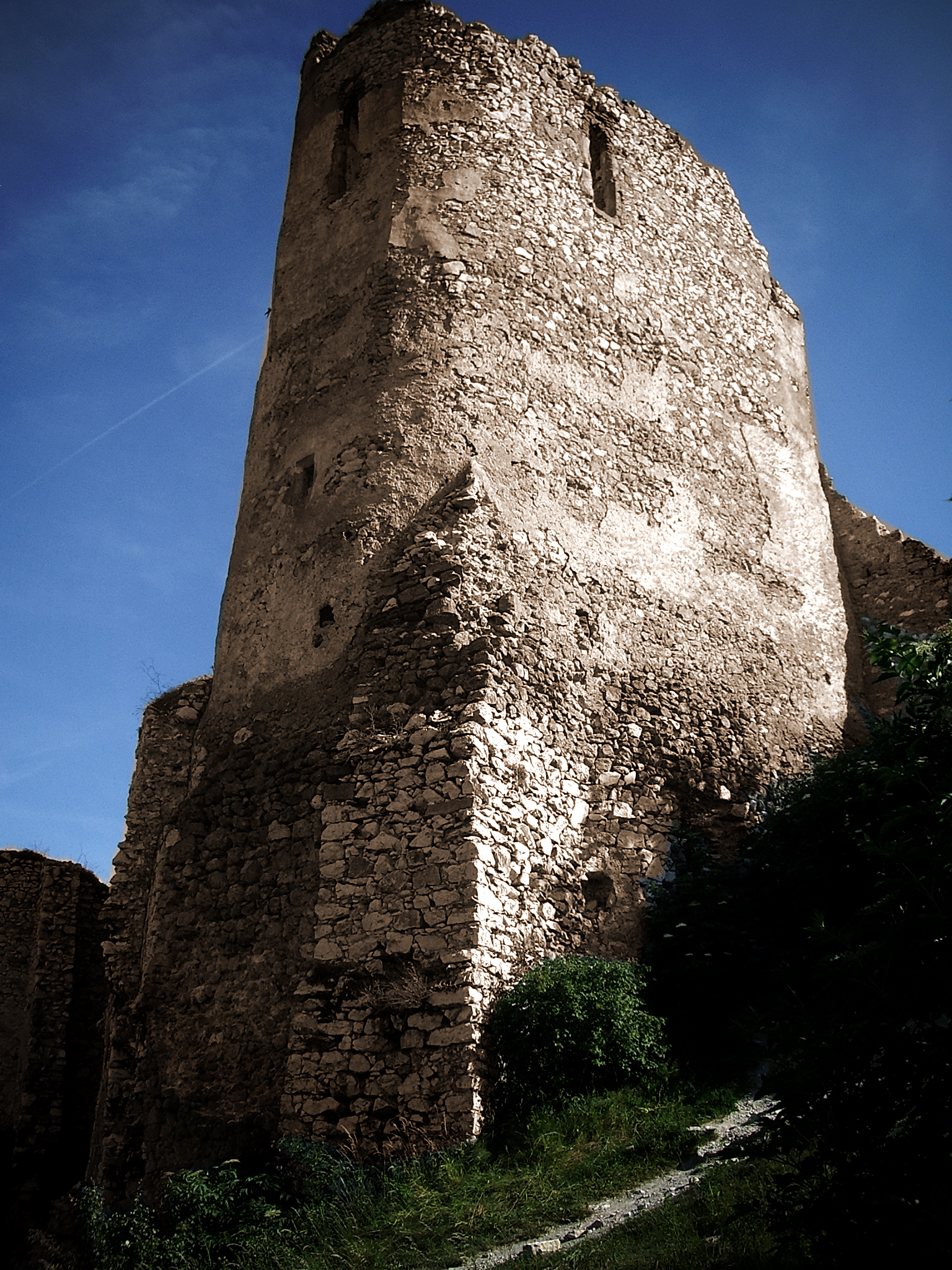
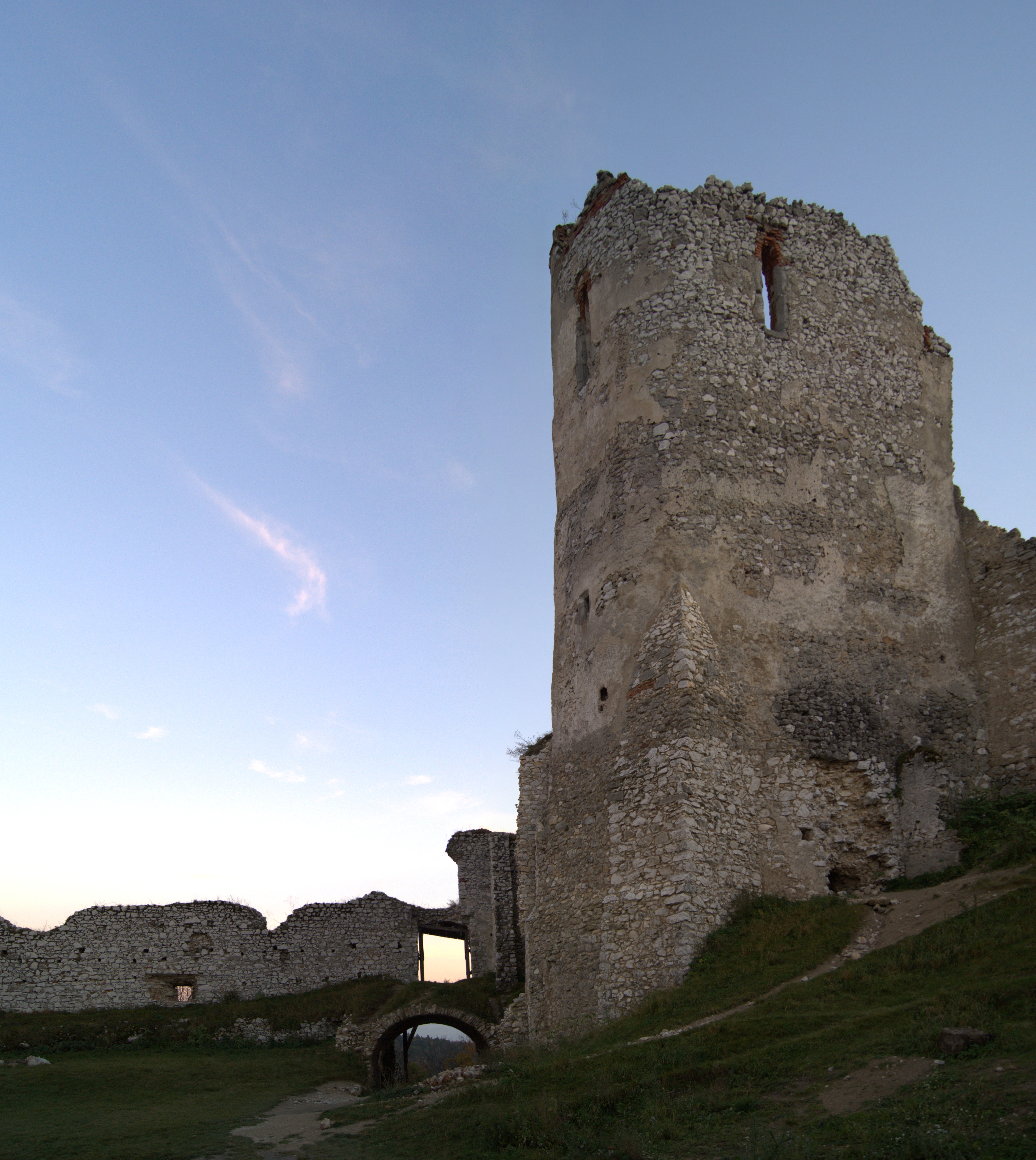
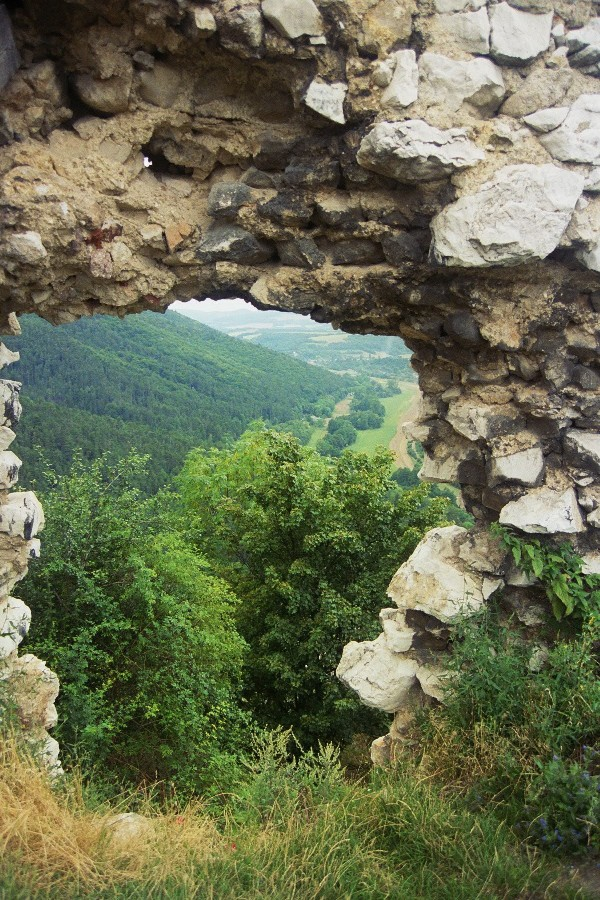
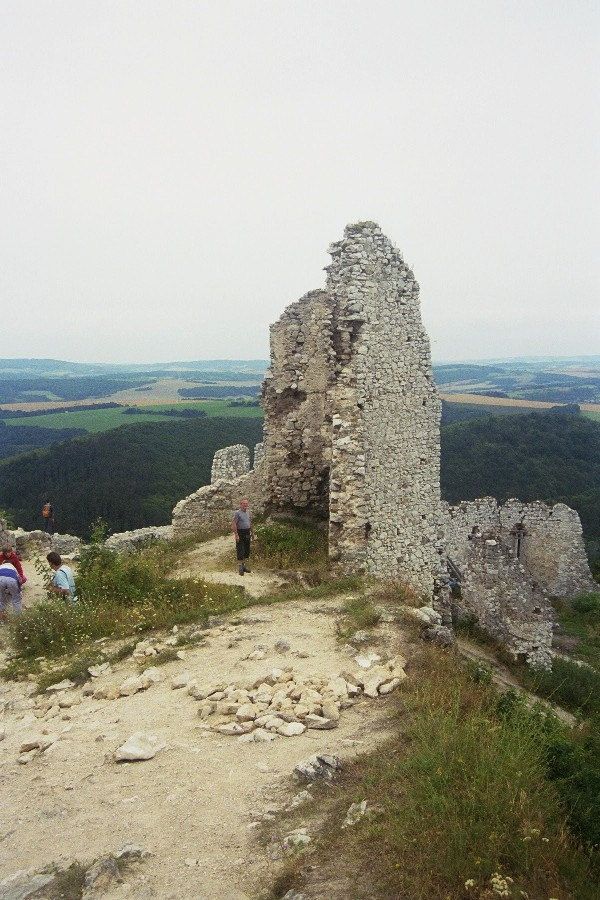
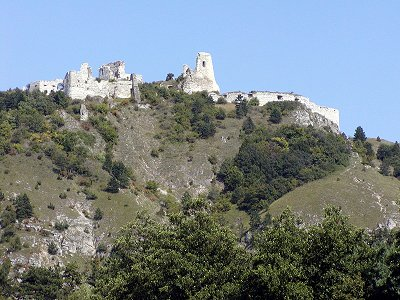
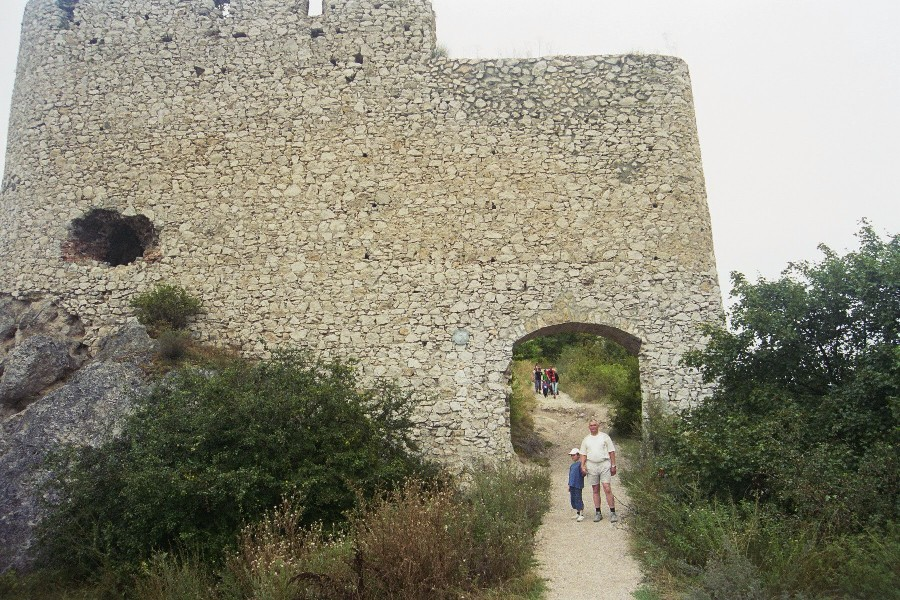
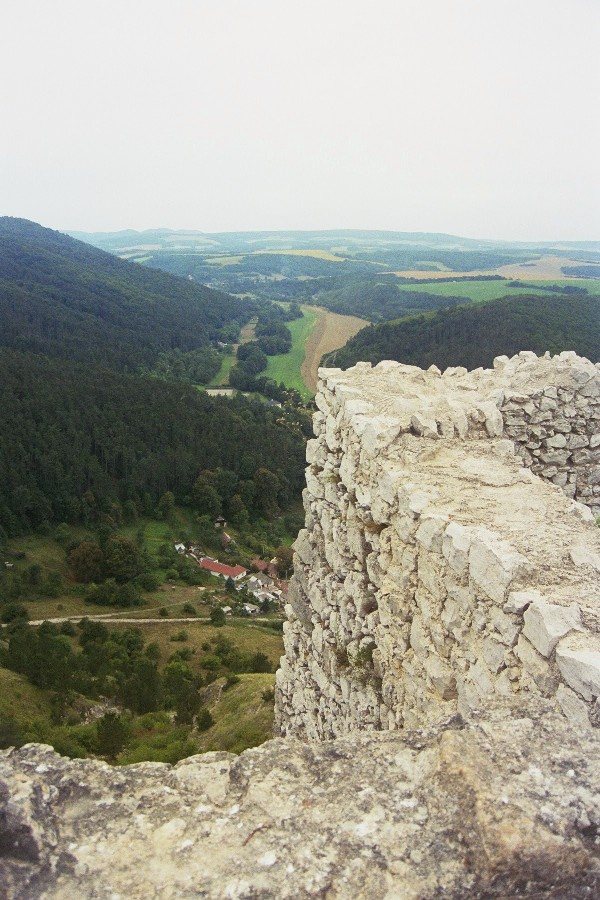
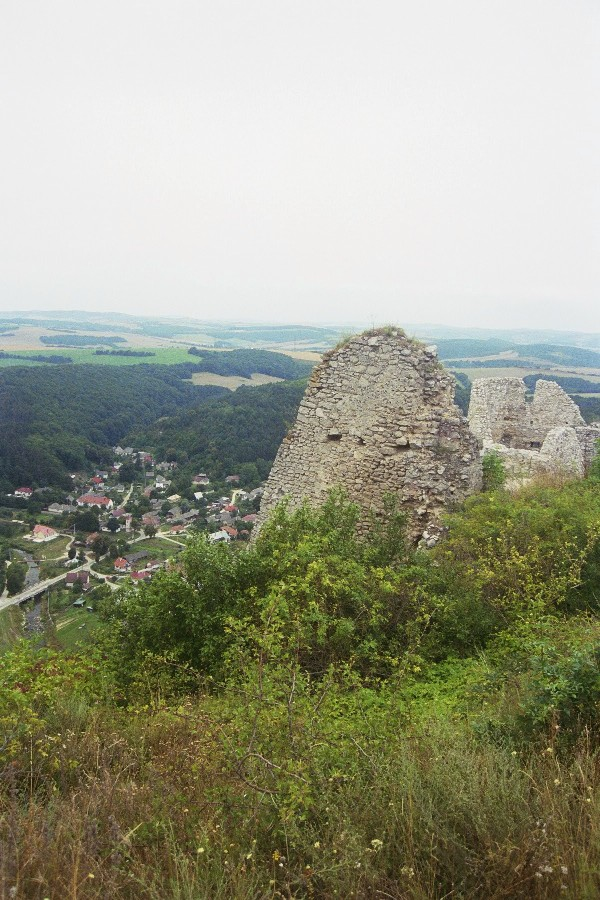

## Videó
https://www.youtube.com/watch?v=HUAjXHSRmt0